# Gabino Ezeiza

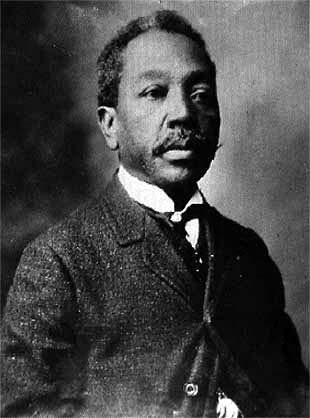

Gabino Ezeiza (* 3. Februar 1858 in Buenos Aires, Argentinien; † 12. Oktober 1916 in der Provinz Córdoba, Argentinien) war ein afro-argentinischer Sänger, Gitarrist und Komponist.

## Leben
Gabino Ezeiza, auch „Gabino negro“ oder „Don Gabino“ genannt, wurde am 3. Februar 1858 in San Telmo, einem Stadtteil der argentinischen Hauptstadt Buenos Aires, geboren. Über sein persönliches Leben ist wenig bekannt.
Die zweite Hälfte des 19. Jahrhunderts sah die Geburt vieler „Payadores“ (Impromptu-Dichter), Poeten und Künstler. Der Dichter und Musiker Ezeiza Gabino war einer der bekanntesten Payadores. Aufgrund seiner mühelosen Improvisationen war er auch ein populärer Sänger. Er besaß großes Talent für das Reimen von Versen, die oft erst auf der Bühne entstanden, und ein gutes Ohr für Versmaße, Kadenzen und Rhythmus. Er komponierte zudem über 600 Musikstücke. 
Ezeiza trat oft in Reimwettbewerben gegen andere Payadores an, so z. B. 1891 in einer Payada mit Nemesio Trejo, die ganze drei Nächte dauerte. 1912 trat er in Boedo (Buenos Aires) gegen Betinotti José an. Dieser wurde darauf sein Schüler. Francisco Pi und Suñer schrieben über die Payadores: „Sie waren die Troubadore der Pampa. In jenen Tagen lebten sie das Leben von Predigern, waren sie wandernde Barden und Vagabunden, die mit ihren Gitarren auf Farmen und in „Pulperias“ auftraten, um die bemerkenswertesten Ereignisse zu kommentieren, die Heldentaten berühmter Männer wieder ins Gedächtnis zu rufen und die argentinische Seele zu berühren. Söhne des Volkes und inmitten des argentinischen Volks aufgewachsen, wurden sie durch ihre Kleidung identifiziert und durch ihre ernste und poetische Weise, ‚Cuitas‘ zu singen, die von Freude, Hoffnung und Sehnsüchten handelten.“
Bis zum Erscheinen von Gabino Ezeiza war es unter den Payadores üblich, anonym zu bleiben. Die Payada des Kontrapunkts, eine schwierige Kunst, die ausschließlich auf reiner Improvisation beruhte, wurde von sehr wenigen Auserwählten kultiviert. Diese hinterließen ihre Balladen in den Städten, in denen sie auftraten. 
Ezeiza ist als einer der berühmtesten in der Kunst des Payada in Erinnerung geblieben, sowohl in Argentinien, als auch in Uruguay. In Erinnerung blieb vor allem eine Payada mit Juan de Nava in Paysandú (Uruguay) am 24. Juli 1884. Zur Erinnerung daran wird in Argentinien jährlich der 24. Juli als „Tag des Payadors“ gefeiert. 
Neben Tourneen durch Dörfer im Landesinneren trat Ezeiza mit seiner Gitarre auch im sog. „Argentinischen Pavillon“ auf, der 1893 durch ein Feuer zerstört wurde. Er nahm Schallplatten auf und veröffentlichte seine Gedichte in dem Büchlein „Lieder des Vaterlandes“. Er war sowohl mit Carlos Gardel und Harrison Razzano bekannt, als auch mit fast allen Payadores seiner Zeit. Häufig konnte man ihn in dem Café de los Angelitos antreffen. Eine Plakette am „Blue 82“ im Stadtteil Flores erinnert an Gabino Ezeiza.
| Personendaten    | Personendaten                              |
| ---------------- | ------------------------------------------ |
| NAME             | Ezeiza, Gabino                             |
| KURZBESCHREIBUNG | argentinischer Musiker, Komponist und Poet |
| GEBURTSDATUM     | 3. Februar 1858                            |
| GEBURTSORT       | Buenos Aires, Argentinien                  |
| STERBEDATUM      | 12. Oktober 1916                           |
| STERBEORT        | Provinz Cordoba, Argentinien               |